# TheOpenCD
Il progetto TheOpenCD ha lo scopo di introdurre gli utenti di Microsoft Windows ai benefici del software libero e open source (FLOSS).
È un'immagine di CD che può essere liberamente scaricata e copiata.
Il software contenuto viene testato in merito a stabilità, qualità e facilità di installazione. L'immagine del CD contiene esclusivamente materiale (software e documentazione) rilasciato con licenze open source che permettono agli utenti il libero utilizzo e la libera distribuzione del CD. La versione originale (in lingua inglese) è sponsorizzata da Canonical Ltd.
La localizzazione italiana è realizzata e mantenuta, con circa due aggiornamenti annui, da linux@studenti, nell'ambito delle attività del Centro di competenza per l'open source e il software libero "open@polito" del Politecnico di Torino.

## Programmi
I programmi principali sono:
- Blender (2.49b)
- ClamWin (0.97)
- Dia (0.97.1)
- FileZilla (3.3.5.1)
- Firefox (4.0.1)
- GIMP (2.6.11)
- Inkscape (0.48.1)
- OpenOffice.org (3.3.0)
- WinHTTrack (3.44.1)
- PDFCreator (1.2.0)
- Pidgin (2.7.11)
- Scite (2.25-21)
- SokobanYASC (1.555)
- Sumatra PDF (1.4)
- TightVNC (2.0.2)
- Thunderbird (3.1.10)
- Tux Paint (0.9.21c)